# 詠懷詩
咏怀诗，中国古代抒情诗的一种。主题吟咏个人怀抱、讽刺社会现实为主。多采用比興、象征、暗示的手法，寓意含蓄，抒情深婉。
得名于三国曹魏阮籍《咏怀诗八十二首》。阮籍《咏怀诗》为五言组诗，总题名《咏怀》，另有四言《咏怀诗》三首。是阮籍整个人生思想感情的总汇。表现其身处魏晋易代之际各种思想感情，包括对人生的忧虑，对时世的讽刺、哀伤，以及叹恨孤独、求仙避世的消极思想。语言曲折隐晦，运用典故特多。“言在耳目之内，情寄八荒之表”，“厥旨渊放，归趣难求”，风格独特，对后世咏怀、感遇一类的五言组诗很有影响。其后咏怀诗的著名篇章有陶渊明《饮酒二十首》、庾信《拟咏怀二十七首》、陈子昂《感遇诗三十八首》、张九龄《感遇十二首》、李白《古风五十九首》等。